# Resolutie 1060 Veiligheidsraad Verenigde Naties
Resolutie 1060 van de Veiligheidsraad van de Verenigde Naties werd unaniem door de VN-Veiligheidsraad aangenomen op 31 mei 1996.

## Achtergrond
Op 2 augustus 1990 viel Irak zijn zuiderbuur Koeweit binnen en bezette dat land. De Veiligheidsraad veroordeelde de inval onmiddellijk en later kregen de lidstaten carte blanche om Koeweit te bevrijden. Eind februari 1991 was die strijd beslecht en legde Irak zich neer bij alle aangenomen VN-resoluties. In 1995 werd met resolutie 986 het
olie-voor-voedselprogramma in het leven geroepen om met olie-inkomsten humanitaire hulp aan de Iraakse bevolking te betalen.

## Inhoud

### Waarnemingen
De Veiligheidsraad nam nota van de vooruitgang van de Speciale Commissie in het uitschakelen van Iraks programma's van massavernietigingswapens en de problemen daarmee. Op 11 en 12 juni had Irak een inspectieteam de toegang tot te inspecteren sites ontzegd. Irak was onder de resoluties 687, 707 en 715 verplicht de Speciale Commissie onmiddellijk, onvoorwaardelijk en ongehinderd toegang te geven tot eender welke plaats. Pogingen van Irak om dat te verhinderen waren dus onaanvaardbaar.

### Handelingen
De Veiligheidsraad:
1. Betreurt de weigering van Irak om toegang te geven tot door de Speciale Commissie aangewezen sites.
2. Eist dat Irak meewerkt met de Speciale Commissie en haar toegang geeft tot eender welke plaats, uitrusting, gegevens en vervoersmiddelen die ze wil inspecteren.
3. Steunt de Speciale Commissie ten volle.
4. Besluit op de hoogte te blijven.

## Verwante resoluties
- Resolutie 986 Veiligheidsraad Verenigde Naties (1995)
- Resolutie 1051 Veiligheidsraad Verenigde Naties
- Resolutie 1111 Veiligheidsraad Verenigde Naties (1997)
- Resolutie 1115 Veiligheidsraad Verenigde Naties (1997)

Lijst ·  1036 ·  1037 ·  1038 ·  1039 ·  1040 ·  1041 ·  1042 ·  1043 ·  1044 ·  1045 ·  1046 ·  1047 ·  1048 ·  1049 ·  1050 ·  1051 ·  1052 ·  1053 ·  1054 ·  1055 ·  1056 ·  1057 ·  1058 ·  1059 ·  1060 ·  1061 ·  1062 ·  1063 ·  1064 ·  1065 ·  1066 ·  1067 ·  1068 ·  1069 ·  1070 ·  1071 ·  1072 ·  1073 ·  1074 ·  1075 ·  1076 ·  1077 ·  1078 ·  1079 ·  1080 ·  1081 ·  1082 ·  1083 ·  1084 ·  1085 ·  1086 ·  1087 ·  1088 ·  1089 ·  1090 ·  1091 ·  1092